# Relationalität
Die Relationalität bezeichnet in der Theologie, der Philosophie und in der Systemtheorie ein Geflecht von mitunter komplexen Beziehungen. Die Relationalität wird von einer einzeln auftretenden Relation abgegrenzt verwendet – dort eben, wo es um das Zusammenspiel mehrerer Relationen, also mehrerer Beziehungen geht. Daher wird der Begriff Relationalität benutzt als Bezeichnung für Beziehungsgefüge oder Beziehungsgeflechte.
Ein Beispiel aus der Theologie ist die von Papst Benedikt XVI. vertretene Haltung, dass es sich bei Gott um ein „Sein in Beziehung“ handelt. Dies bedeutet zum einen, dass die drei göttlichen Entitäten im Christentum – Vater, Sohn und Heiliger Geist – als zueinander relational betrachtet werden. Zum anderen besagt das Paradigma, dass sich auch die Erkenntnis Gottes durch den Menschen im Rahmen eines „dreifachen Beziehungsgeflechts von Selbst-, Welt- und Gottesbeziehung“ vollzieht.
In der Theorie komplexer Systeme bezeichnet die Relationalität eine Vielzahl von miteinander verbundenen (vernetzten) und interagierenden Teilen, Entitäten oder Agenten. Zusammen bilden diese räumliche oder raumzeitliche Muster (Strukturen beziehungsweise Funktionen).
Insbesondere im Bereich der Kognitionswissenschaft wird herausgearbeitet, dass Beziehungsgeflechte oder -muster erst zu solchen werden (siehe Mustererkennung), wenn sie über einen kognitiven Prozess von Wahrnehmung und Erkennen zugeordnet oder eingeordnet werden können.